# Alwin Peschke
Alwin Peschke (Pulsnitz, 6 juni 1869 – Berlijn, 1929) was een Duits componist, militaire kapelmeester en cornettist.

## Levensloop
Peschke was solist op het Cornet à piston in een militair muziekkorps. In 1893 werd hij kapelmeester bij het Musikkorps des 7. Dragoner-Regiments te Saarbrücken. Later werd hij "Musikmeister" en vervolgens "Obermusikmeister" en was van 1900 tot 1918 dirigent van het Musikkorps des 2. Garde Dragoner-Regiments in Berlijn. Zijn verdienste is het dat er een verzameling van Fanfarenmärsche und Feldstücke für berittene Truppen binnen het leger bestaat. Als componist schreef hij verschillende marsen en dansen voor harmonieorkest.

## Composities

### Werken voor harmonieorkest
- 1912 Alexandra-Marsch, AM: III, 127
- 1914 Trabmarsch Graf Gerler
- Trabmarsch »Der rote Sarafan«, naar een Russisch volkslied[1]

### Werken voor koor
- Traute, abendliche Stille, voor gemengd koor

### Vocale muziek
- Der Glücklichste im Städtchen, voor zangstem en piano - tekst: Ferdinand Meysel

## Media
1. ↑  Trabmarsch »Der rote Sarafan«, naar een Russisch volkslied. Gearchiveerd op 29 juni 2016.